# Buziaș
Buziaș (Duits: Busiasch; Hongaars: Buziásfürdő) is een stad (oraș) in het Roemeense district Timiș. De stad telt 7738 inwoners (2004).
Buzias is vooral bekend als kuuroord dankzij haar minerale bronnen. 

## Geschiedenis
De plaats werd voor het eerst genoemd in 1321 in een document van de Hongaarse koning Karel I van Anjou. Als Hongarije valt in 1526 wordt het gebied veroverd door de Ottomanen die 164 jaar zouden blijven. Als de Habsburgse legers het gebied bevrijden is het volledig ontvolkt. Onder leiding van de koning wordt het gebied bevolkt met Schwaben, de zogenaamde Donauschwaben trekken in meerdere golven tussen 1782 en 1821 naar de plaats en bouwen een bloeiende stad op. In 1811 worden de thermale bronnen aangeboord en vanaf 1850 wordt serieus werk gemaakt van de uitbouw als kuurstad. Er verrijzen villa's, hotels, en kuurbaden. In de 19e eeuw is het een van de belangrijkste kuuroorden van Hongarije. 
In 1919 komt het gebied in handen van de Roemenen en in 1920 wordt dit bezegeld in het Verdrag van Trianon. Als Roemenië in 1948 over gaat op het communisme wordt de plaats verder uitgebouwd met grote flats en torenhotels om te dienen voor het massatoerisme. Na de omwentelingen in Roemenië in 1989 lukt het door schimmige eigendomsoverdrachten niet om de stad weer een nieuw elan te geven.

## Galerij

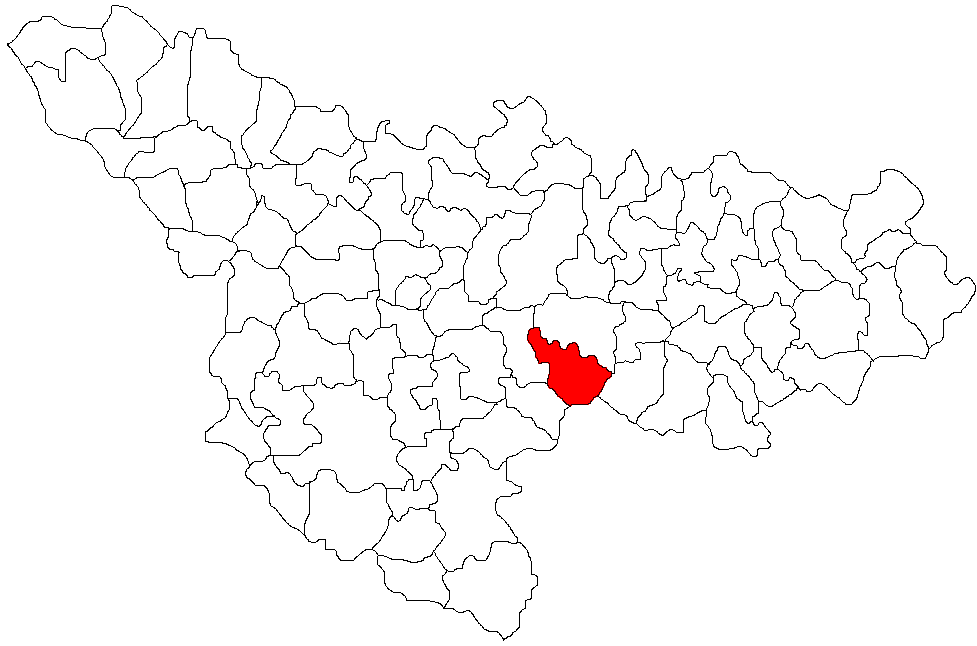
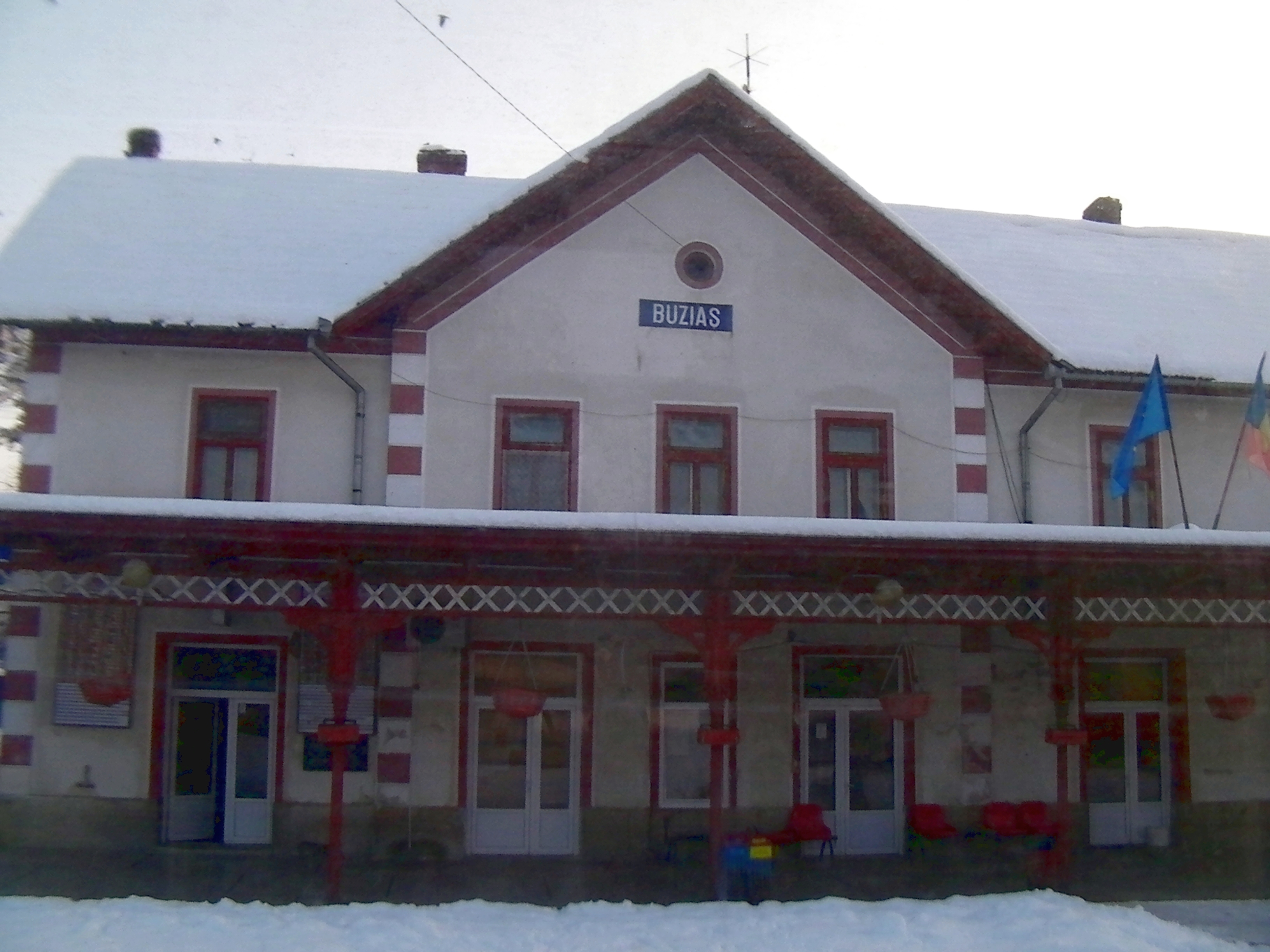
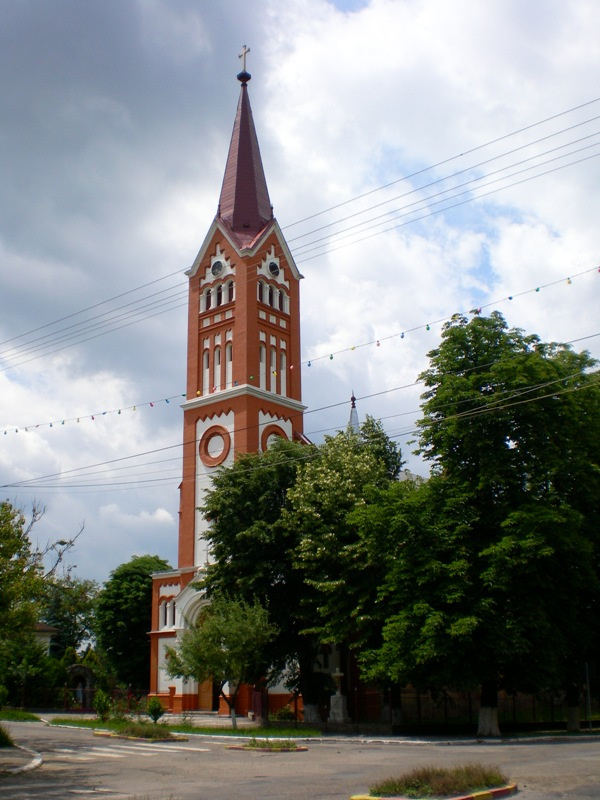
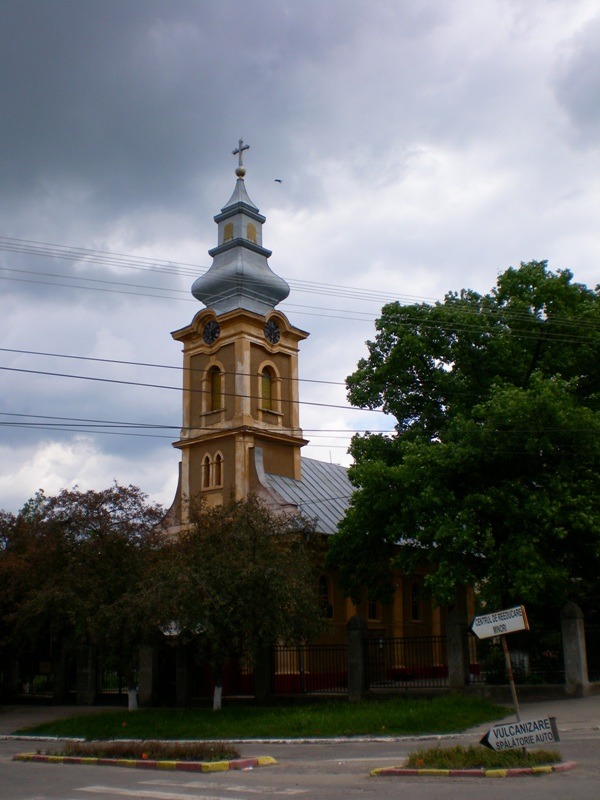